# شکنج دوکی‌شکل
شِکَنج دوکی‌شکل (انگلیسی: Fusiform gyrus) شکنجی است در مغز که لوب‌های گیجگاهی و پشت‌سری را به‌هم متصل کرده و زیر شیار طرفی و روی شیار زیر گیجگاهی قرار گرفته است.

## نگارخانه

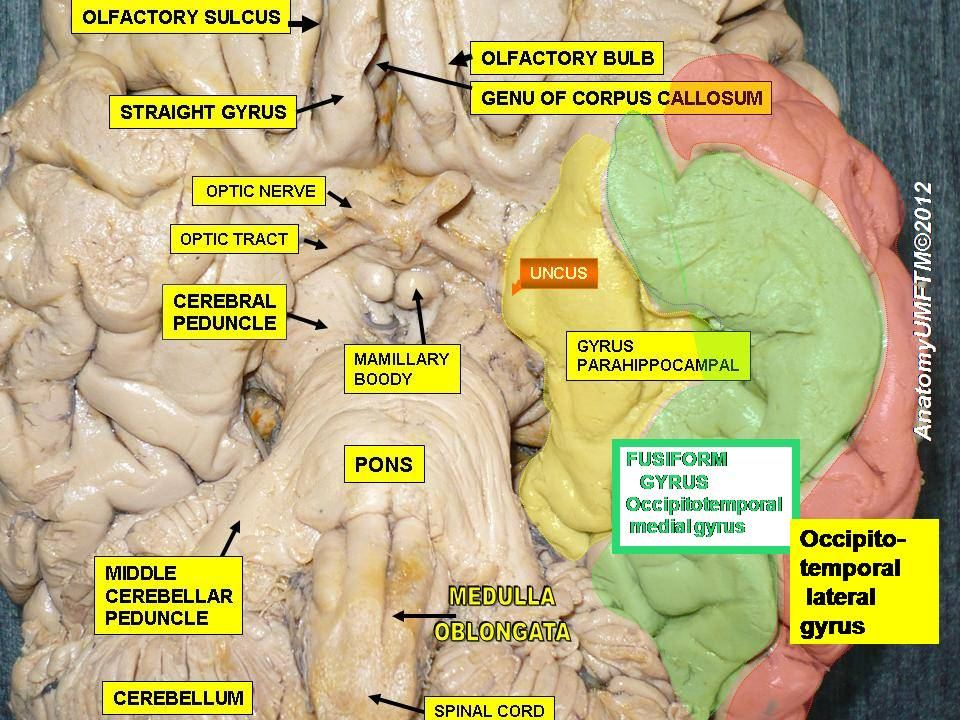
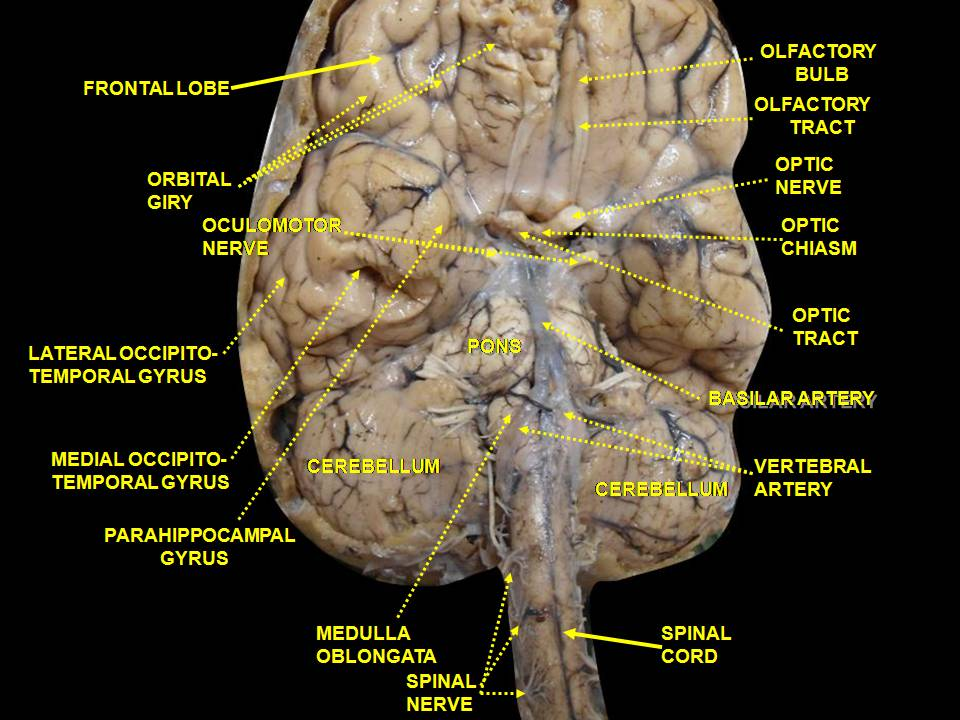
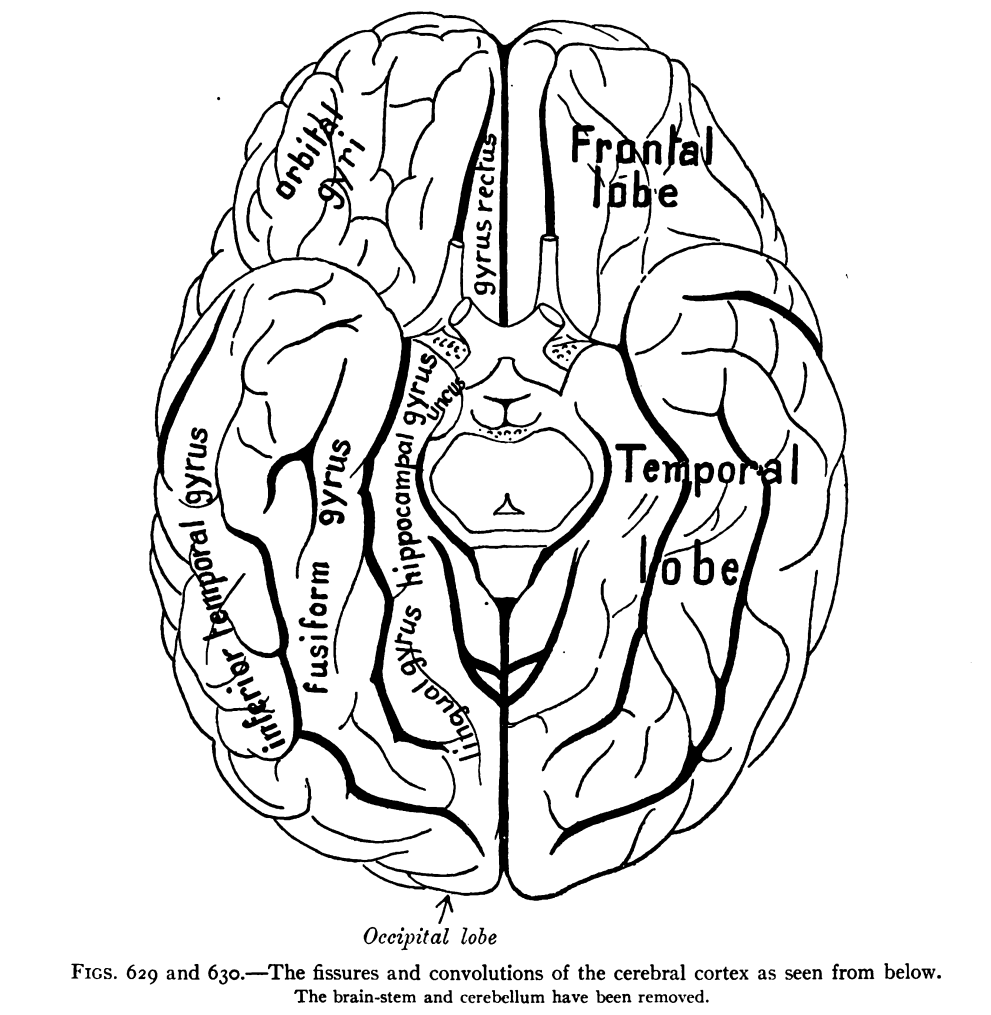
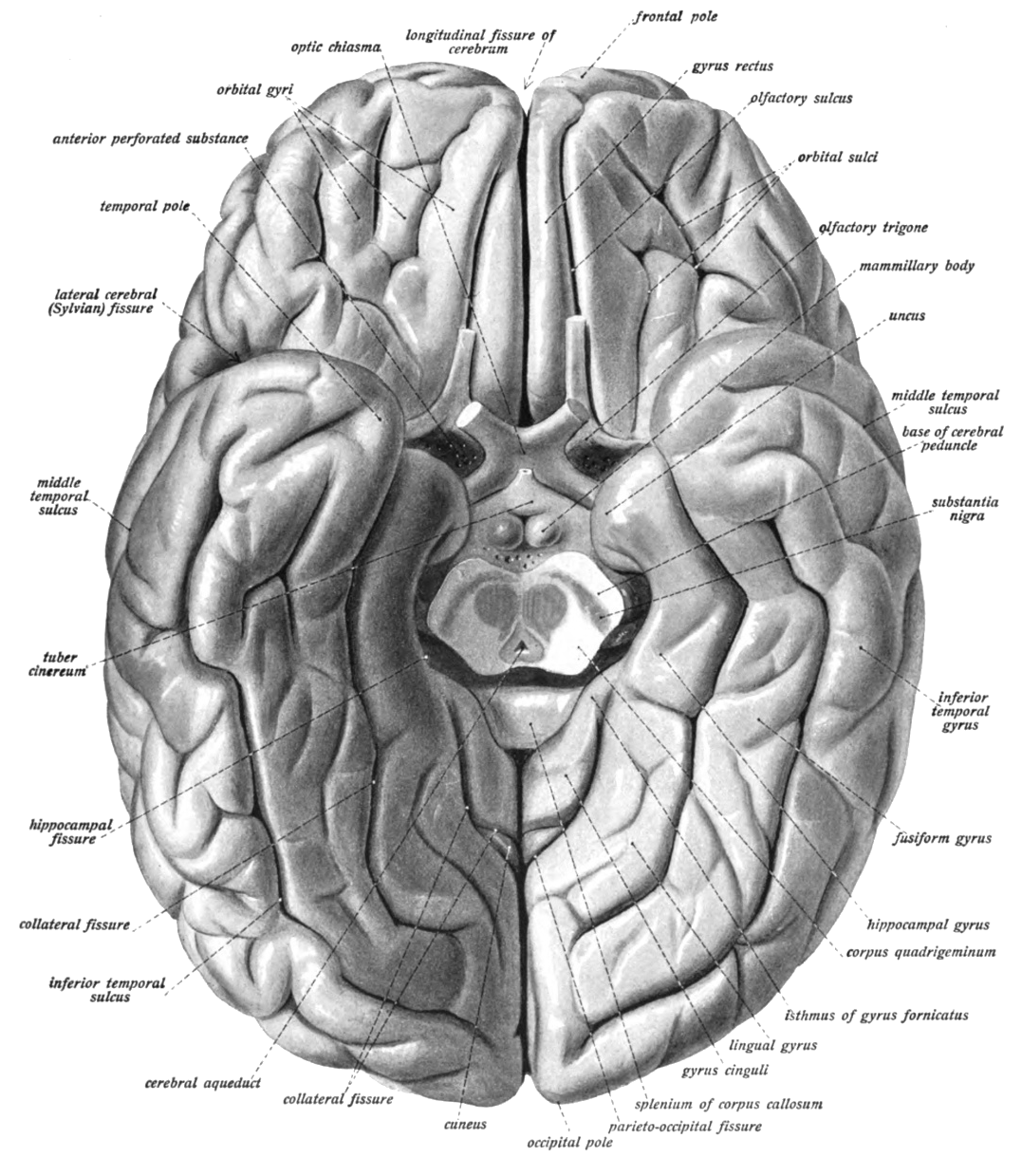